# Michael Scott (informatico)
Michael Scott (11 febbraio 1945) è un informatico e imprenditore statunitense, noto per essere stato il primo amministratore delegato di Apple dal febbraio 1977 al marzo 1981.
Venne incaricato da Mike Markkula per ricoprire tale posizione all'interno della società poiché sia Steve Jobs che Steve Wozniak erano ritenuti senza esperienza per quel ruolo: Markkula conosceva Scott perché in precedenza avevano lavorato insieme presso la Fairchild Semiconductor. 
Dal 1983 al 1988, Scott ha diretto Starstruck, una ditta privata il cui obiettivo era quello di creare una base per il lancio di razzi.